# Municipio Oxchuc
Koordinaten: 16° 51′ N, 92° 25′ W
Oxchuc ist ein Municipio im Zentrum des mexikanischen Bundesstaats Chiapas. Das Municipio hat etwa 43.000 Einwohner und eine Fläche von 417,9 km². Verwaltungssitz und größter Ort des Municipios ist das gleichnamige Oxchuc.
Der Name kommt aus dem Tzeltal und bedeutet ‚drei Knoten‘.

## Geographie
Das Municipio Oxchuc liegt zentral im mexikanischen Bundesstaat Chiapas auf Höhen zwischen 1000 m und 2500 m. Es zählt zur Gänze zur physiographischen Provinz der Sierra Madre de Chiapas und liegt vollständig in der hydrologischen Region Grijalva-Usumacinta. Die Geologie des Municipios wird zu 97 % von Kalkstein bestimmt; vorherrschende Bodentypen sind Leptosol (57 %), Alisol (29 %) und Luvisol (14 %). Etwa 69 % der Gemeindefläche sind bewaldet, 28 % dienen dem Ackerbau.
Das Municipio Oxchuc grenzt an die Municipios Ocosingo, Altamirano, Chanal, Huixtán, Tenejapa und San Juan Cancuc.

## Bevölkerung
Beim Zensus 2010 wurden im Municipio 43.350 Menschen in 8.240 Wohneinheiten gezählt. Davon wurden 38.804 Personen als Sprecher einer indigenen Sprache registriert, darunter 36.175 Sprecher des Tzeltal. Über 21 Prozent der Bevölkerung waren Analphabeten. 11.605 Einwohner wurden als Erwerbspersonen registriert, wovon knapp 90 % Männer bzw. 0,8 % arbeitslos waren. 62 % der Bevölkerung lebten in extremer Armut.

## Orte
Das Municipio Oxchuc umfasst 147 bewohnte localidades, von denen der Hauptort und Yoshib vom INEGI als urban klassifiziert sind. Fünf Orte hatten zumindest 1000 Einwohner, 56 Orte weniger als 100 Einwohner. Die größten Orte sind:
| Ort          | Einwohner |
| Oxchuc       | 6675      |
| Yoshib       | 3372      |
| Mesbilja     | 1793      |
| El Tzay      | 1594      |
| Tzopilja     | 1245      |
| El Corralito | 0910      |
| Pashtonticja | 0875      |
| Lelenchij    | 0807      |
| Pacvilna     | 0805      |